# Hydroeciodes lepida
Hydroeciodes lepida är en fjärilsart som beskrevs av Max Wilhelm Karl Draudt 1924. Hydroeciodes lepida ingår i släktet Hydroeciodes och familjen nattflyn. Inga underarter finns listade i Catalogue of Life.